# William Bigelow Easton
William Bigelow Easton  ist ein US-amerikanischer Mathematiker, der sich mit axiomatischer Mengenlehre befasst.
Easton erhielt seinen Bachelor-Abschluss an der Cornell University bei Anil Nerode und wurde 1964 an der Princeton University bei Alonzo Church promoviert (Powers of regular cardinals). Danach war er bei der Applied Logic Corporation in Princeton. Anfang der 1970er Jahre war er Lecturer in Informatik an der Rutgers University.
Er ist für den Satz von Easton bekannt, den er in seiner Dissertation bewies und der nach Paul Cohens Beweis der Unabhängigkeit der Kontinuumshypothese (CH) in der ZF-Mengenlehre mit Cohens Forcing-Methode zeigte, dass die Verletzung  der verallgemeinerten CH bei regulären Kardinalzahlen beinahe beliebig sein konnte. Zuvor hatte dazu schon Robert M. Solovay Teilresultate erzielt. Die von Easton entwickelte Forcing-Methode wird auch Easton Forcing (oder Class Forcing) genannt. Er entwickelte sie im Rahmen seiner Dissertation in wenigen Wochen nachdem er eine Vorlesung von Cohen im Mai 1963 am Institute for Advanced Study in Princeton hörte, in der er seine Forcing Methode erklärte. Der Preprint von Easton fand weite Verbreitung und machte einen breiteren Kreis von Logikern mit der Forcing-Methode bekannt.
Außer der aus seiner Dissertation entstandenen Arbeit publizierte er wenig zur Mengenlehre. Als Informatiker befasste er sich mit Betriebssystemen.

## Schriften
- Powers of regular cardinals, Annals of Mathematical Logic, Band 1, 1970, S. 139–178 (Dissertation)